# Große Victoria-Wüste

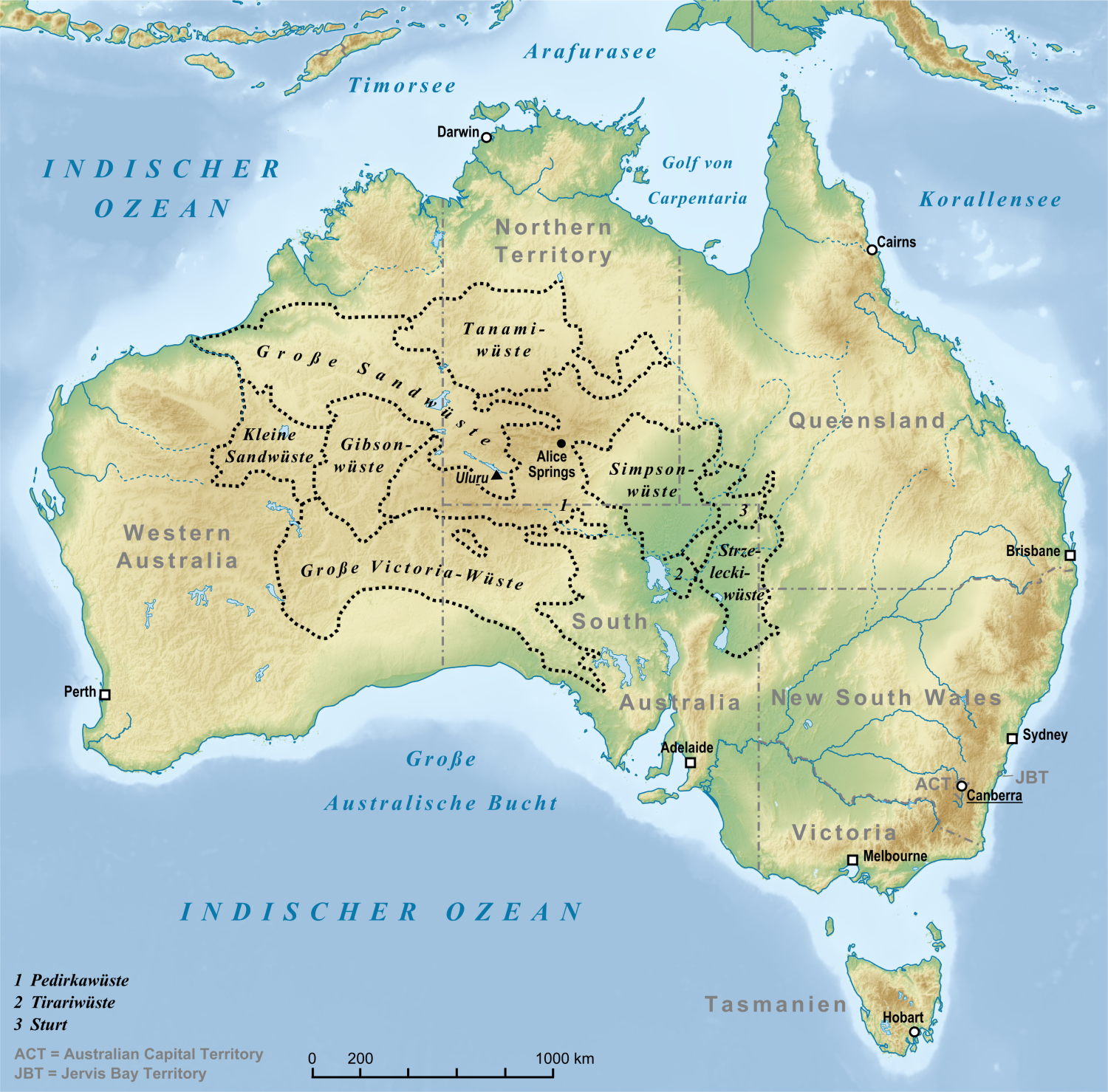
Australische Wüsten

Die Große Victoria-Wüste (englisch Great Victoria Desert) ist die größte australische Wüste im Süden und Westen des Kontinents. Sie gehört zu den australischen Bundesstaaten South Australia und Western Australia. Die Große Victoria-Wüste ist 348.750 km² groß. In der Wüste liegen einige große Schutzgebiete, etwa das 24.952 km² große Great Victoria Desert Nature Reserve in Western Australia und der angrenzende, 21.346 km² große Mamungari Conservation Park in South Australia – beide nach IUCN-Kategorie strenge Naturreservate. Sie wurde zu Ehren der britischen Königin Viktoria benannt.

## Entdeckungsgeschichte
Die Große Victoria-Wüste wurde nach Queen Victoria benannt. Die Benennung geht auf den britischen Entdecker Ernest Giles zurück, der die Wüste 1875 durchquert hatte.

## Nukleartests
In der Großen Victoria-Wüste fanden im Oktober 1953 auf dem Kernwaffentestgelände Emu Field zwei britische Plutoniumbomben-Explosionen statt, die einen erheblichen radioaktiven Niederschlag verursachten.

## Klima
Die Temperaturen in der Großen Victoria-Wüste liegen zwischen 18 und 40 °C; im kurzen Winter (bis Ende September) kann es sogar zu Frost kommen.

## Landschaft
In der Wüste finden sich zahllose Sandhügel, aber auch Grasland und Salzseen. Ein besonderes Merkmal sind halbmondförmige Dünen, die überwiegend aus Lehm bestehen. Sie bilden sich an den windabgewandten Rändern von episodischen Seen aus trockenen Ablagerungen des Seebodens.

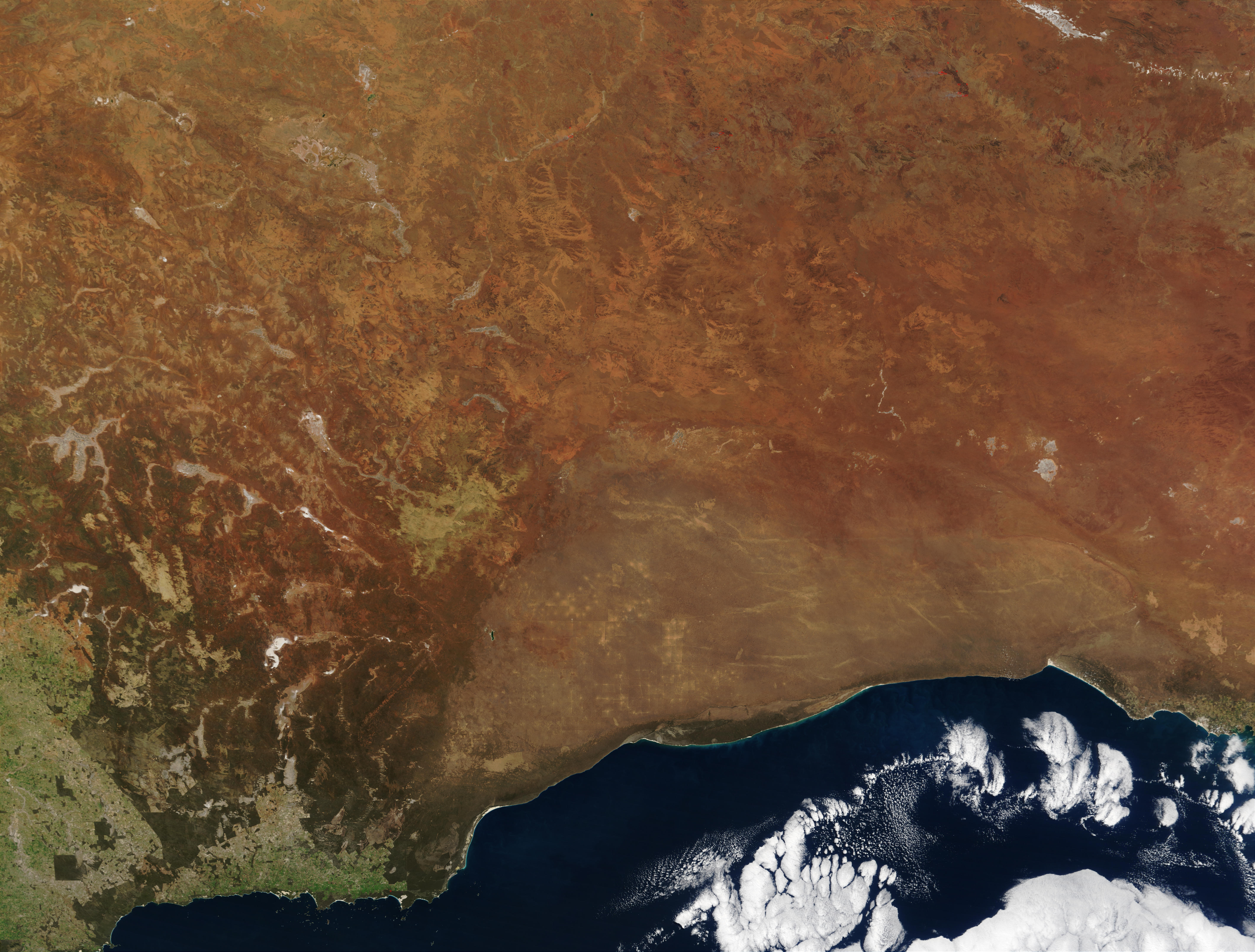
Große Victoria-Wüste (Bildmitte)
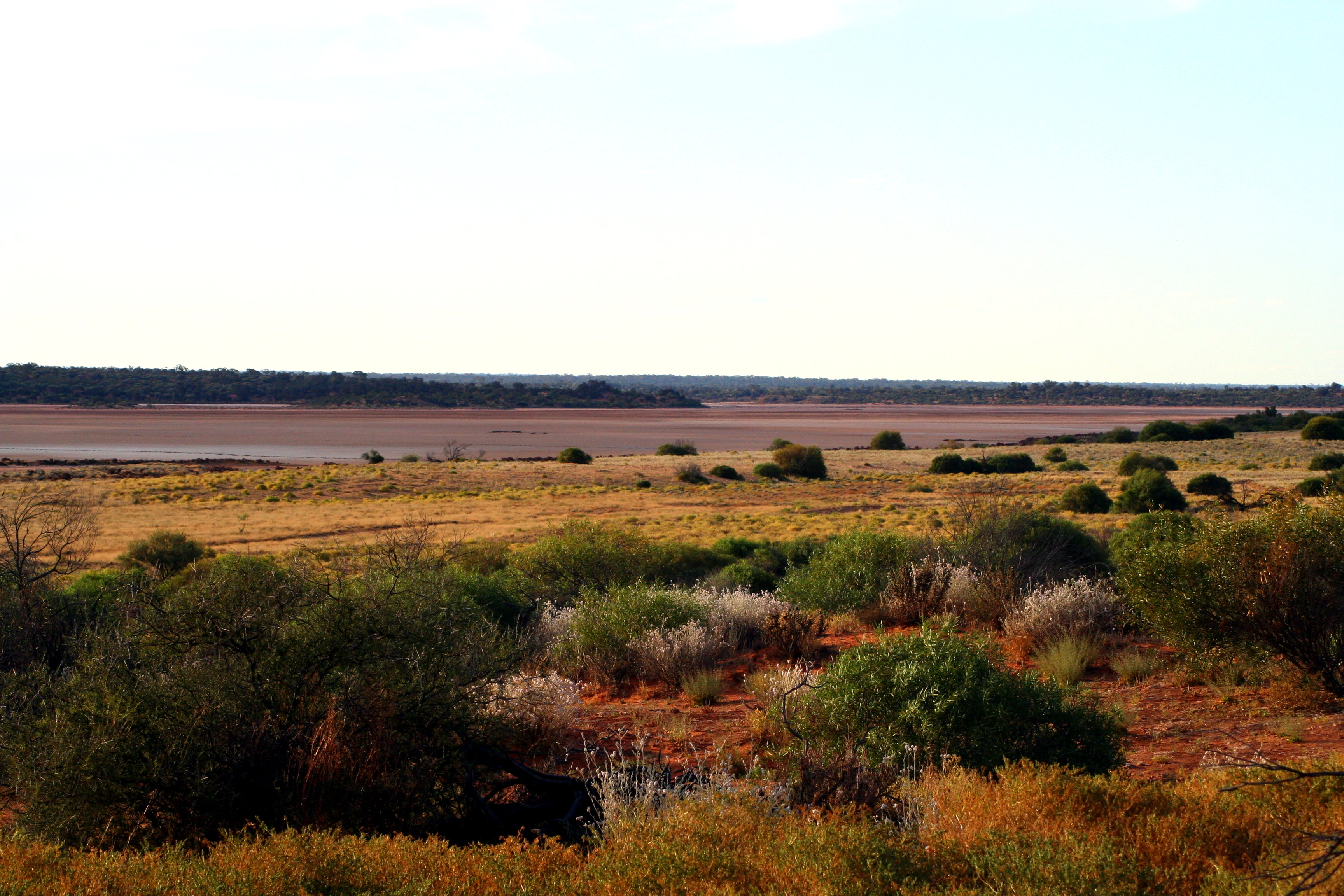
Serpentine Lakes (2011)

## Flora und Fauna
Der größte Teil der Großen Victoria-Wüste ist von Offenen Eukalyptuswäldern, vor allem von Hummock-Grasland und anderen Gräsern, ferner auch mit Gebüschen bewachsen. Lediglich acht Prozent der Fläche sind Grasland. Der Giles Corridor, der die gesamte Wüste durchquert, ist ein schmaler durchgehender Streifen, der mit Akazien und Gebüsch bewachsen ist.
Einige gefährdete Säugetierarten leben in der großen Wüste, darunter die Sanddünen-Schmalfuß-Beutelmaus (Sminthopsis psammophila), der Große Beutelmull (Notoryctes typhlops) und die empfindliche Kammschwanz-Beutelmaus (Dasycercus cristicauda). Nördlich des Dingozauns existiert der Dingo (Canis lupus dingo). Verwilderte Katzen und Füchse, die Wirbeltiere jagen, sind in dieser Wüste verbreitet. In dieser Wüste gibt es mehr als 100 Reptilienarten, darunter der Riesenwaran (Varanus giganteus), Dornteufel (Moloch horridus) und Goulds Waran (Varanus gouldii), der eine Länge bis zu 1,6 Metern erreicht. Zahlreiche Geckos beleben das aride Gebiet. Die vom Aussterben bedrohte Vogelart Braunbrust-Weißstirnchen (Aphelocephala pectoralis) lebt in der Wüste, wie auch das Thermometerhuhn (Leipoa ocellata) und der Höhlensittich (Pezoporus occidentalis), der vermutlich dort ausgestorben ist.

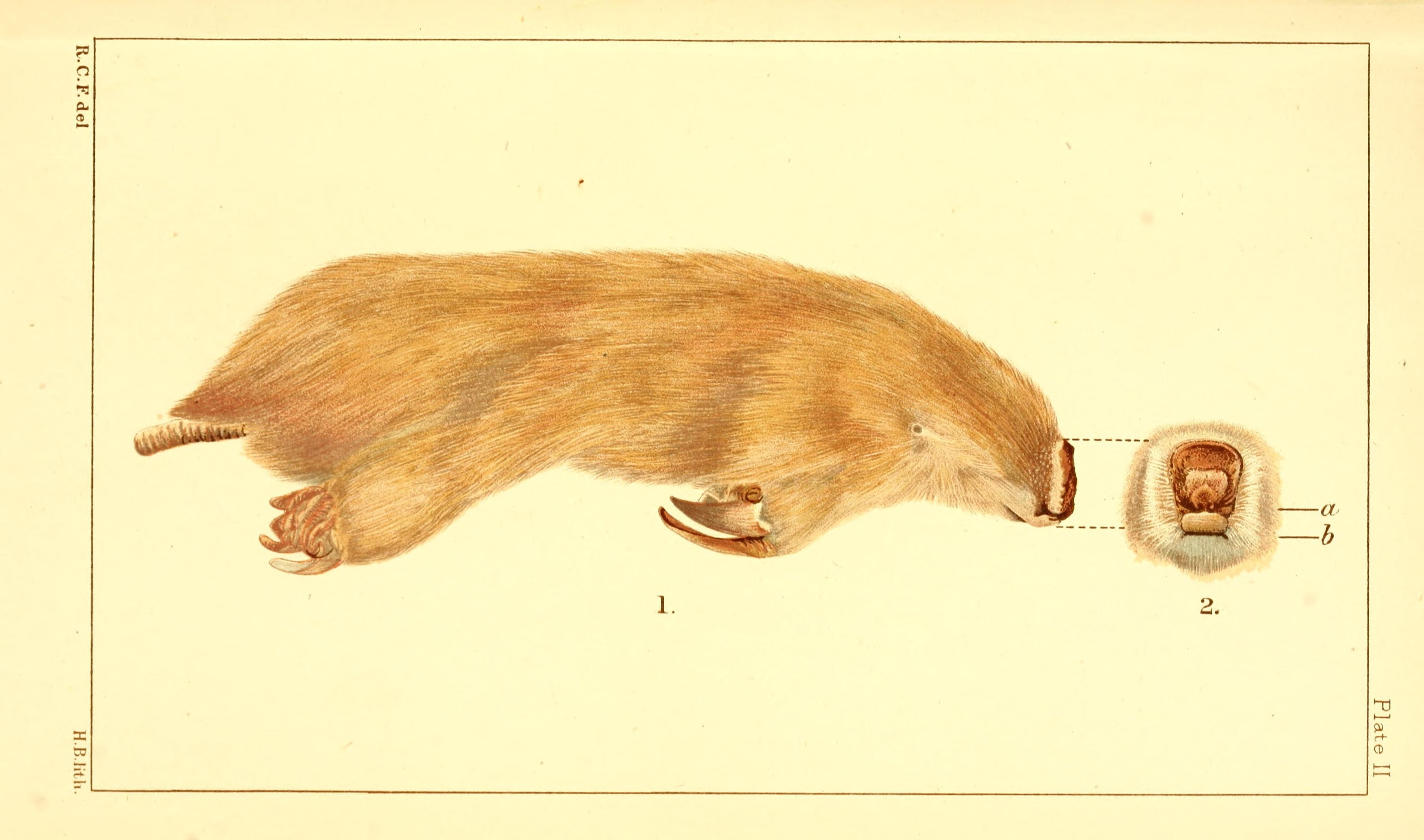
Großer Beutelmull
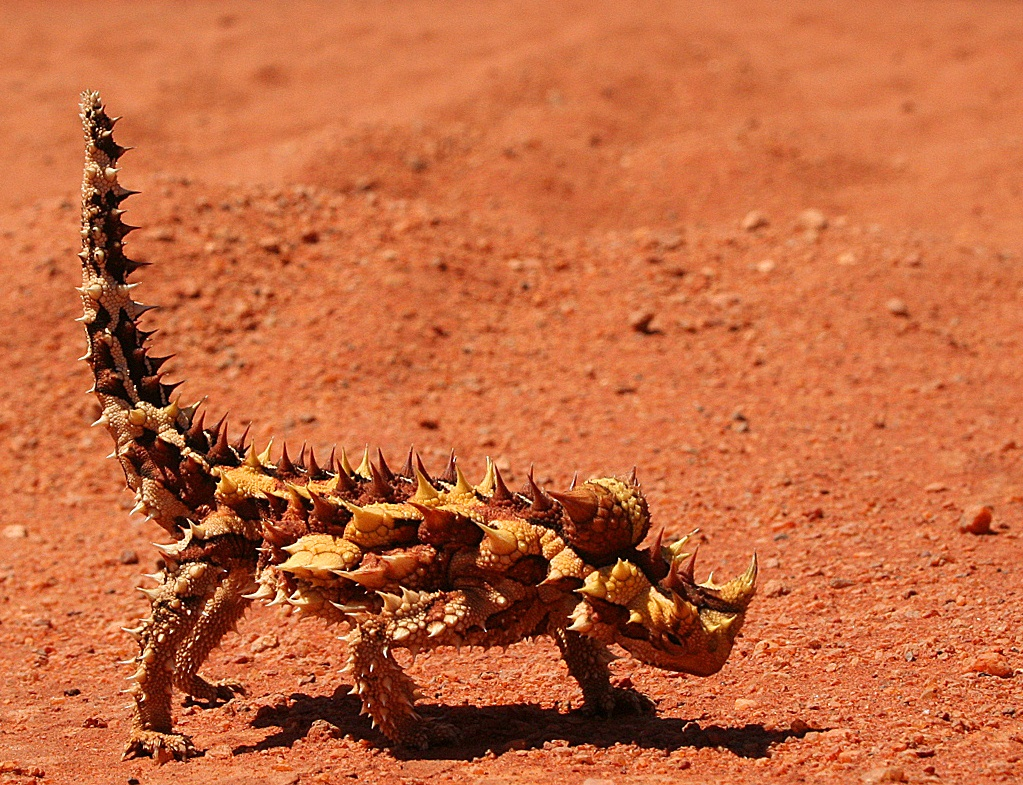
Dornteufel
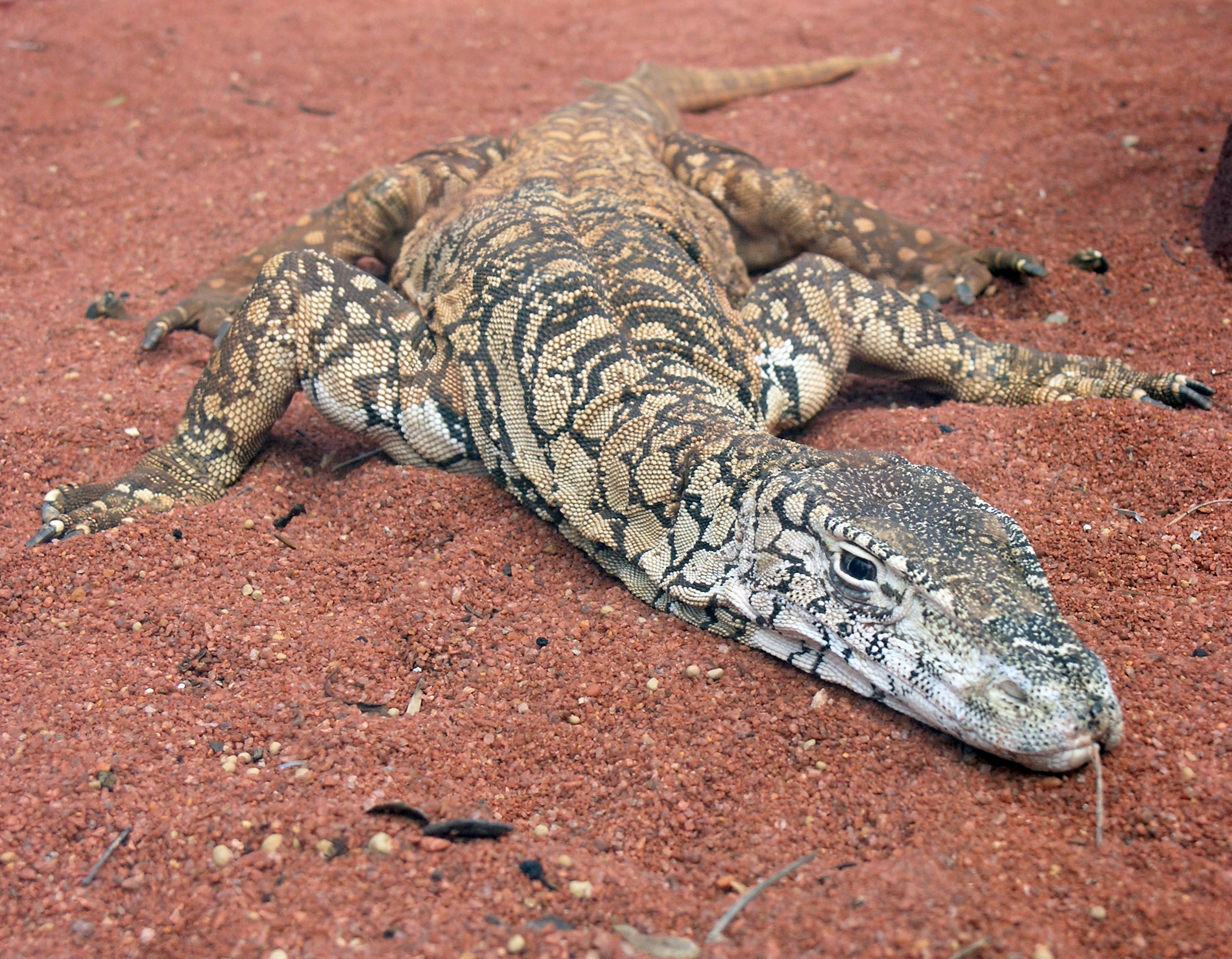
Riesenwaran